# Geranium andringitrense
Geranium andringitrense là một loài thực vật có hoa trong họ Mỏ hạc. Loài này được H.Perrier mô tả khoa học đầu tiên năm 1924 publ. 1925.